# Маліно (аеродром)
Маліно — колишній військовий аеродром в Московській області, розташований в 3,5 км на південний захід від селища Маліно.

## Історія
З травня 1945 по 20 червня 1946 на аеродромі базувався 309-й винищувальний авіаційний полк ППО 319-ї винищувальної авіаційної дивізії ППО на літаках Bell P-39 Airacobra, який виконував прикриття об'єктів Московської зони ППО. У червні 1946 полк розформований на аеродромі.
У 1960-х роках у Маліно базувався полк на гелікоптерах Мі-4С, основним завданням якого було перевезення і, у разі потреби, евакуація керівництва СРСР. У 1990-х полк було скорочено до ескадрильї, а потім переформовано в 206-ю авіаційну базу, яка входила до складу 8-ї авіаційної дивізії особливого призначення. У складі авіаційної бази були вертольоти Мі-8 різних модифікацій.
27 квітня 2011 року 7 вертольотів Мі-8 перебазувалися з Маліно на аеродром Чкаловський. У Малино залишилася лише комендатура.
З 2014 року Аеродром перебуває у підпорядкуванні ДТСААФ Росії. Безпосереднє управління повітряним рухом, адміністративно-господарська діяльність та розвиток аеродрому ведеться силами Авіаційно-технічного спортивного клубу «Альбатрос».
На Аеродромі базуються: аероклуб FlyZone, планерний клуб Відкрите Небо, парапланерний клуб та школа SkyOcean, клуби авіамоделістів та БПЛА. Є відкриті майданчики та ангари для розміщення приватних повітряних суден на комерційній основі.